# الديمقراطية الشعبية (الماركسية اللينينية)

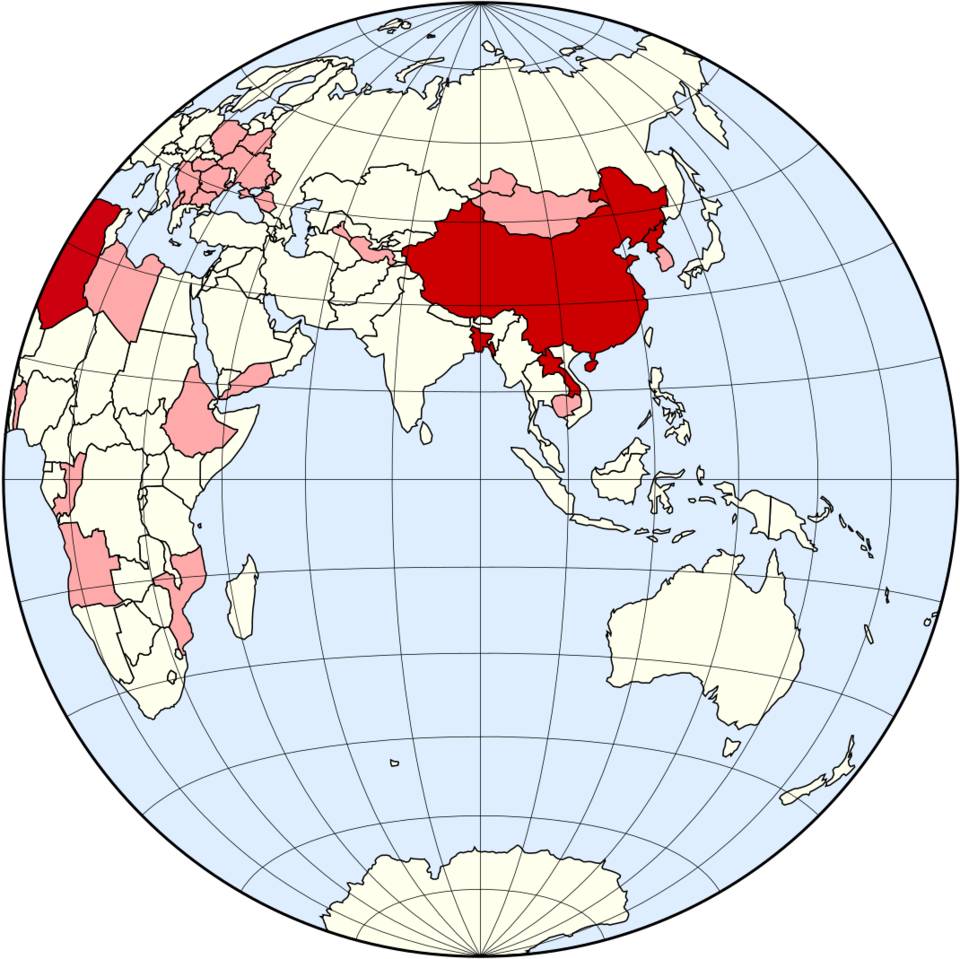

كانت الديمقراطية الشّعبية مفهوماً نظريًا داخل النظرية الماركسية-اللينينية وشكلًا من أشكال الحكم في الدول الشيوعية التي تطورت بعد الحرب العالمية الثانية، والتي سمحت نظرياً لديمقراطية تعدد الطبقات والأحزاب بأن تشكّل طريقها إلى الاشتراكية.
قبل نهوض الفاشية، دعت الأحزاب الشيوعية إلى تنفيذ الجمهوريات السوفيتية في جميع أنحاء العالم، مثل الجمهورية السوفيتية الصينية أو كتاب ويليام ز. فوستر نحو أمريكا السوفيتية. ولكن بعد نهوض الفاشية، وإنشاء حكومات الجبهة الشعبية في فرنسا وإسبانيا، بدأ كومنترن تحت حماية الزعيم الشيوعي البلغاري جورجي ديمتروف في الدعوة إلى جبهة موحدة عريضة متعددة الطبقات في مقابل الدكتاتورية البروليتارية المحضة التي كانت للسوفيت.
طُرحَت إمكانية قيام ديمقراطية عبر الطبقات خلال فترة الجبهة الشعبية ضد الفاشية.  

## حقبة تاريخية
كان جيورجي لوكاس واحداً من أوائل من اقترح إمكانية عمل الشيوعيين من أجل جمهورية ديمقراطية فيما يسمى (أطروحة بلوم) في عام 1929. روى لوكاس في عام 1967: 
«من الصعب أن يتصور أغلب الناس مدى المفارقة في ذلك الوقت. وعلى الرغم من أن المؤتمر السادس للدولية الثالثة قد ذكر هذا باعتباره احتمالاً قائمًا، إلا أنه كان من المعتقد لنحو عام أن اتخاذ مثل هذه الخطوة الرجعية أمر مستحيل من الناحية التاريخية، إذ كانت هنغاريا بالفعل جمهورية سوفيتية في عام 1919».
جوزيف ستالين، الذي كان في الإدارة السوفيتية طيلة فترة الحرب الأهلية الروسية وما بعدها، تذكر جيدًا كيف فشلت المحاولات الرامية إلى مكافحة الثورات بلشفية النمط في مختلف أنحاء أوروبا أثناء وبعد الحرب العالمية الأولى ـ ثورات 1917-1923. كان العديد من البلاشفة القدامى يتصورون في ذلك الوقت أن تلك الثورات كانت طليعة الثورة العالمية، ولكن الثورة الأخيرة لم تتحقق قط. هذا الواقع هو الذي دفع إلى تطوير فكرة الاشتراكية في بلد واحد كمسار للاتحاد السوفيتي.
مع وضع مثل هذه الدروس التاريخية في الحسبان، اقترح ستالين على زعماء الأحزاب الشيوعية في أوروبا الشرقية في نهاية الحرب العالمية الثانية أن يقدموا أنفسهم باعتبارهم دُعاةً  للديمقراطية الشعبية. بعد هزيمة ألمانيا النازية وحلفائها في أوروبا الشرقية، بدأ المنظرون الماركسيون-اللينينيون في التوسع في فكرة الانتقال السُلميّ المحتمل إلى الاشتراكية، نظرًا لوجود الجيش الأحمر السوفيتي. لم تتمكن الأحزاب الشيوعية في أغلب مناطق أوروبا الشرقية من تولي السلطة مباشرة على الفور، بل عملت بدلاً من ذلك في تحالفات شعبية مع أحزاب تقدمية. على النقيض من الاتحاد السوفيتي، الذي كان رسميًا دولة ذات حزب واحد، فإن أغلب الأنظمة الديمقراطية في أوروبا الشرقية كانت من الدول متعددة الأحزاب من الناحية النظرية. لم تعد العديد من الأحزاب الماركسية-اللينينية الحاكمة تسمي نفسها الشيوعية في لقبها الرسمي كما كانت في الثلاثينيات. كان حزب الوحدة الاشتراكية في ألمانيا على سبيل المثال عبارة عن اتحاد الحزب الديمقراطي الاجتماعي مع الحزب الشيوعي في ألمانيا. كانت العديد من الدول الأوروبية الأخرى خاضعة لحكم أحزاب العمال أو الأحزاب الاشتراكية. في الكتلة الشرقية، كانت الديمقراطية الشعبية مرادفًا للدولة الاشتراكية.
اقترح ماو تسي تونج فكرة مماثلة للديمقراطية الشاملة في مقال عام 1940 عن الديمقراطية الجديدة. في عام 1949، كان سيُلقي خطابًا حول دكتاتورية الشعب الديمقراطية. وسيُطبق النموذج الديمقراطي الشعبيّ في وقت لاحق على الدول الاشتراكية في آسيا، بما في ذلك الصين، ولاوس، وكوريا الشمالية، وفيتنام.